# Andrea Lucchesi
Andrea Luca Lucchesi, o Luchesi (Motta di Livenza, 23 maggio 1741 – Bonn, 21 marzo 1801) è stato un compositore e organista italiano.

## Biografia
Figlio di Pietro Luchese, agiato commerciante di granaglie, e Caterina Gottardi, Andrea fu l'ultimo di undici figli di cui alla sua nascita sopravvivono solo quattro, tre sorelle e un fratello, Don Matteo, pubblico precettore e organista del duomo di San Nicolò. Dal fratello riceve una completa preparazione culturale ed un’istruzione alla tastiera che gli procurano la protezione di Giuseppe Morosini. Giunto a Venezia nel 1756, studia con affermati musicisti quali Gioacchino Cocchi, Giacomo Giuseppe Saratelli e Giuseppe Paolucci secondo la comunicazione al Cramer’s Magazine fatta da Christian Gottlob Neefe nel 1783. Per Jean-Benjamin de La Borde invece il maestro di Luchesi fu Domenico Gallo. Quanto a Saratelli è lo stesso Luchesi a inviare i bassi del maestro (morto nel 1762) al conte Riccati a cui richiede per studio i soggetti di Vallotti.
La protezione di Morosini gli consente poi di frequentare gli ambienti musicali del tempo entrando in contatto con il celebre Ferdinando Bertoni. Dal 1764 abita a San Zulian in corte dei Pignoli, stesso indirizzo che Leopold Mozart annoterà per Bertoni, nel 1771, in occasione della visita dei Mozart, dove presente è anche il «Maestro di cemballo Sig[nor] Andrea Luchesi». Luchesi fu un apprezzato organista e a soli 20 anni fece parte della commissione che concedeva le licenze professionali per organisti/cembalisti, succedendo nella carica proprio a Bertoni. Sulla fortuna veneziana di Luchesi i testimoni dell'epoca sono discordanti: padre Paolucci scriveva di lui a padre Martini nel febbraio 1768: «fu mio scolare, fece altre opere con pessimo incontro».  L'11 giugno 1764 esordì in campo istituzionale con la serenata in musica per la visita del duca di Brunswick-York su libretto di Giovanni Bertati, e il 10 agosto dello stesso anno, con la messa e vespro per la chiesa di San Salvatore, dove ricoprì la carica di organista titolare con lo stipendio annuale di circa 90 ducati. Nei Notatori Gradenigo del 10 agosto si legge però che «Andrea Lucchesi, maestro filarmonico, dalle reverende monache di San Lorenzo fu destinato per la seconda volta a dirigere li vesperi, e le messe, mediante le proprie idee, ma non troppo applaudite».
Nel 1765 la sua prima opera buffa L'isola della fortuna, su libretto di Giovanni Bertati, fu rappresentata al teatro San Samuele di Venezia.  L'11 febbraio 1767 compone la cantata Cheta è l'onda  per la visita del duce di Württemberg; l'11 settembre 1768 compone l'oratorio Sacer Trialogus per l'Ospedale degli Incurabili in occasione del triduo per la celebrazione della santificazione di San Girolamo Emiliani. Il 27 dicembre 1768 viene chiamato a inaugurare l'Organo Grande nella Basilica di Sant'Antonio a Padova. il 16 agosto 1769 musica la funzione per la Scuola di San Rocco. Nel loro primo viaggio in Italia, Leopold Mozart e il figlio Wolfgang lo incontrarono durante il Carnevale del 1771 e ricevettero copia di un suo concerto per cembalo, che Wolfgang suonerà ancora nel 1778 (e che il padre e la sorella utilizzeranno a fini didattici), introducendovi inoltre una cadenza nel primo movimento. Nello stesso anno egli compose anche un Requiem per le esequie del duca José Joaquín de Montealegre ambasciatore spagnolo alla Serenissima.
Nel periodo trascorso a Venezia compose concerti, sinfonie, cantate, sonate, messe e altra musica sacra, e varie opere.
Nel 1771 Luchesi fu invitato a Bonn dal Principe elettore Arcivescovo di Colonia Maximilian Friedrich von Königsegg-Rothenfels. Vi giunse nell'autunno del 1771 portandosi appresso un'équipe di cantanti, un insegnante di dizione italiana e un primo violino, l'eccellente Gaetano Mattioli. Luchesi, anche grazie al sostegno del Principe Maximilian Friedrich von Königsegg-Rothenfels e del barone Kaspar Anton von Belderbusch, contribuì ad elevare il livello artistico della cappella; nell'autunno del 1773, venne rappresentata l'opera buffa L'inganno scoperto, o sia il conte Caramella, su libretto da Carlo Goldoni.
Dopo la morte del precedente maestro di cappella Ludwig van Beethoven, nonno omonimo di Beethoven, Andrea Luchesi prese questa carica il 27 maggio 1774 diventando Maestro di Cappella della Corte del Principe elettore del Sacro Romano Impero a Bonn Maximilian Friedrich von Königsegg-Rothenfels
Acquisì la cittadinanza locale e nel 1775 si sposò con Anthonetta d'Anthoin, figlia di un consigliere del principe e sorella di Ferdinand, musicista dilettante. Nel 1776 circa compose l'oratorio Passione di Ns. Signore Gesù Christo.
Dal 1782 al 1792 il giovane Ludwig van Beethoven fu membro della Cappella oltre che allievo di Christian Gottlob Neefe - compositore e organista attivo presso la corte di Bonn - e si ritiene che la sua formazione musicale possa essere stata influenzata anche da Luchesi, che in qualità di maestro di cappella determinava la scelta del repertorio sacro eseguito a corte. Il musicologo Luigi Della Croce si spinge a parlare di Luchesi come maestro di Beethoven (come avevano affermato prima di lui, anche se non in termini così aperti, Henseler e Torrefranca). Vi è tuttavia da sottolineare che al riguardo non ci sono pervenute citazioni di Beethoven che ricordi Luchesi tra i suoi insegnanti o i suoi ispiratori né esistono testimonianze o documenti di altro genere che corroborino tale affermazione.
L'invasione delle truppe francesi della Renania nel 1794 pose fine all'esistenza della corte di Bonn; Luchesi, pensionato e con qualche difficoltà economica, dopo alcuni impieghi a Passavia, dove diede la sua ultima opera buffa L'amore e la misericordia guadagnano il gioco, rimase a Bonn.
Morì nel 1801, quanto rimaneva dei suoi archivi personali venne venduto all'asta dagli eredi della figlia Caterina nel 1826. Luchesi ebbe anche figli maschi che nel 1785 Neefe descrisse come dotati nel campo musicale; ma accusati di simpatie rivoluzionarie durante gli ultimi anni del Settecento, uno fu incarcerato, l'altro pare fosse fuggito in Inghilterra, e di entrambi si persero le tracce.

## Opere
- L'isola della fortuna, opera buffa su libretto di Bertati, rappresentata a Vienna (1765), Venezia (1765) e al Teatro Reale di Lisbona (1767).
- Ademira, opera seria, per la festività dell'Ascensione a Venezia (1784), in onore della visita del re di Svezia Gustavo III.
- Altre opere buffe: Il marito geloso (1766), Le donne sempre donne, libretto di Pietro Chiari (1767) al Teatro San Moisè di Venezia, Il giocatore amoroso (1769), Il matrimonio per astuzia (1771), Il Natal di Giove, L'inganno scoperto ovvero il conte Caramella (1773, su libretto da Goldoni), L'amore e la misericordia guadagnano il gioco (1794).
- Arlequin déserteur (Arlequin deserteur devenu magicien, ou Le docteur mari ideal), ballo teatrale-pantomima (1774)
- Oratorio Sacer trialogus (1768)
- Oratorio Passione di N.S. Gesù Cristo (1776), su testo da Metastasio
- 9 Alma Redemptoris Mater
- 7 Antifone "O" precedenti il SS. Natale, a 4 voci con orchestra
- Magnificat
- Salve Regina (ca. 1765-67), perduto
- Stabat Mater (ca. 1770)
- Miserere (ca. 1770) per soli, coro e orchestra
- Requiem (1771) per i funerali di José Joaquín Guzmán, duca di Montealegre, nella chiesa di San Geremia il 4 luglio 1771.
- Varie Messe e musica sacra, fra cui:
  - Messa per san Lorenzo a Venezia (prima del 1772), perduta
  - Messa e vespro per la festa della concezione di Maria vergine a Verona (1770), perduta
  - 4 messe (1775)
- Te Deum (ca. 1768) per soprano, alto e orchestra
- Molte composizioni per organo (e/o clavicembalo), fra cui:
  - 12 sonate note come ‘Raccolta Donelli’ (completata entro il 1764), ora al Conservatorio di Napoli
  - 6 sonatine e 8 divertimenti, ora alla Biblioteca del Congresso a Washington
  - 2 ‘'sonates pour l'orgue'’ nei 'Menus plaisirs du Roi', a Parigi
- Musiche celebrative per la festa di San Rocco a Venezia (1769)
- Serenata per il duca di Brunswick (1764)
- Cantata per il duca di Württemberg (1767)
- 10 Sinfonie (entro il 1768)
- Sonata in fa 'per il cimbalo' (1771-73?), ora all'Università di Münster
- 6 Sonate 'per il cembalo con l'accompagnamento di un violino' Op.1 (Bonn, 1772)
- 3 Sinfonie op. 2 (Bonn,1773) – finora non ritrovate
- 2 Concerto per cembalo (Bonn,1773) – altri quattro concerti/trii risultano perduti
- Cantata per l'elezione a vescovo dell'Arciduca Max Franz (1785)
- Sonata facile per cembalo e violino (Lipsia,1796)